# Deodatus
Deodatus, někdy též Theodatus nebo variantně Deusdedit je latinské mužské křestní jméno. Vzniklo z původního jména Adeodatus, které je složením slov a, deo a datus. Ta určují původní význam jména : "bohem daný", případně "od boha darovaný". Podobnou latinskou variantou se stejným původním významem je jméno Adeodatus. V některých případech bylo křestní jméno Deodatus přeseno jako příjmení.

## Varianty jména v jiných jazycích
- anglicky: Deodatus
- basky: Dodata
- česky: Deodát
- francouzsky: Déodat, Dieudonné
- italsky: Deodato, Teodato, Diodato
- katalánsky: Deodat
- latinsky: Deodatus
- polsky: Deodat
- portugalsky: Deodato
- španělsky: Deodato

## Známí nositelé jména

### Svatí a blahoslavení
- sv. Deodatus z Noly (5. století)
- sv. Deodatus z Blois (6. století)
- sv. Deodatus z Nevers, biskup v Nevers (7. století)
- sv. Deodatus z Ruticinio, mučedník, misionář, člen řádu Menších bratří († 1391)

### Vladaři
- Teodato Ipato, benátský dóže (8. století)
- Deodatus (hrabě), údajný kmotr sv. Štěpána (10. století)

### Papežové a církevní hodnostáři
- Deusdedit (Adeodatus I.), papež († 618)
- Deusdedit z Canterbury, arcibiskup v Cantebury (7. století)
- Thiddag (Deodatus), pražský biskup († 1017)
- Deusdedit od sv. Petra v řetězech, kardinál (11. století)
- Dieudonné de Gozon (Deodatus Gozonensis), velmistr Maltétzského řádu (1346–1353, † 1353)

### Řeholníci
- Deodatus (menší bratr) (Theodatus), provinční ministr česko-polské provincie řádu Menších bratří (1269–1270)[1]
- Deodatus z Itálie (Deodatus Italus), františkán z milánské provincie, autor životopisu sv. Jana Kapistrána († 1476)[2]
- Deodatus (františkán), český františkán a kněz (činný v 2. polovině 15. století)[3]
- Deodat Wagner, františkán († 1714)[4]
- Deodat Strauch, františkán, kazatel († 1741)[4]
- Deodat Gregori, františkán († 1783)[4]

### Umělci
- Deodatus Alphonse Lemaire, belgický skladatel a dirigent (1811–1895)
- Deodaat Delmonte (Deodat del Monte), vlámský architekt (1582–1644)

### Deodatus a jeho varianty jako příjmení
- Georgius Deodatus, arménský obchodník a spisovatel, zakladatel kavárny v Praze (18. století)
- Jan Deodatus, nizozemský malíř (1914–1986)
- Ruggero Deodato, italský režisér (*1939)